# 近眼のマグー
近眼のマグー（Quincy Magooまたは Mr. Magoo）は、 ユナイテッド・プロダクションズ・オブ・アメリカ が1949年に製作したアニメキャラクターおよびその漫画映画シリーズ名。
声は1960年代のシットコム『ギリガン君SOS』のサーストン・ハーウェル3世を演じたことでも知られる ジム・バッカスが当てた。
主人公であるクインシー・マグーは裕福で小柄な老人だが、タイトルにもあるように近眼のためしばしば、自身が問題の受け入れを拒否することもあってトラブルに巻き込まれる。さらに、周囲の動物や人間が彼の視力の悪さではなく精神的な問題があると誤解することもある。後期作では俳優と言う設定が追加され、視力のハンデはあるものの、俳優としての仕事ができるまでになっている。

## キャラクター
クインシー・マグー(Mr. Quincy Magoo)
声- ジム・バッカス / 戸田浩久(がんばれマグー)
頭の禿げた老人。 目が悪いが、そのことについて知らなかったり、何をするにも頑固になりすぎたりする。
ウォルドー(Waldo)
声-ジェリー・ホースナー→ドーズ・バトラー(1960年代より)→ケイシー・ケイセム(1970年代より)
マグ―の甥。
McBarker
声-フランク・ウェルカー
しゃべるブルドッグ。顔つきなどはマグーに似ている。1970年代のシリーズWhat's New, Mr. Magoo?ではマグ―のペットという設定である。
Mother Magoo
声-ジューン・フォーレイ
マグ―の母。本名はリンダ。
Charley
マグーの使用人。中国人である彼の描写はステレオタイプじみていたため、議論を呼んだ。英語の発音に問題があり、自身を第三者に言う際"Cholley"と言ってしまったり、マグーのことを"Bloss"と呼んでしまうことがある。1960年代後半には彼の登場場面がカットされ、2度と言及されることはなかった。
Grandma "Granny" Magoo
マグーの祖母。
Prezley
声-ドーズ・バトラー
ウォルドーの悪事の相棒。1960年代より登場。
Bowser
マグーの犬。（ただし実際はシャム猫）
ウィーラーとディーラー(Wheeler and Dealer)
マグーがしばしば預かる子供たち。
タイクーン・マグー（Tycoon Magoo）
声-メル・ブランク
マグーのおじで、裕福な人物。
Worcestershire
声-メル・ブランク
タイクーンの執事で、常に主の甥が屋敷を荒らさぬように気をつけている。

## 劇場作品
以下の作品はアカデミー短編アニメ賞にノミネートまたは受賞したものである。
- 1950: Trouble Indemnity
- 1952: Pink and Blue Blues
- 1955: When Magoo Flew (受賞)
- 1956: Magoo's Puddle Jumper (受賞)

### Mr.マグー
『Mr.マグー』(Mr. Magoo)は、1997年に公開された、ウォルト・ディズニー・ピクチャーズ製作の実写映画である。
レスリー・ニールセン主演であるこの映画は、ブラジルのフォス・ド・イグアスや、カナダのバンクーバーで撮影が行われた。

### キャスト
※括弧内は日本語吹替
- マグー - レスリー・ニールセン（羽佐間道夫）
- ウォルドー - マット・キースラー（松本保典）
- ルアン - ケリー・リンチ（山像かおり）
- ボブ・モーガン - ニック・チンランド（大塚明夫）
- チャック・スチューパック捜査官 - スティーヴン・トボロウスキー（田原アルノ）
- ガス・アンダース捜査官 - アーニー・ハドソン（長島雄一）
- オースティン・クローケ - マルコム・マクダウェル（佐々木梅治）
- ステイシー・サンパナホディトラ - ジェニファー・ガーナー（篠原恵美）
- オルテガ・ペルー - ミゲル・フェラー（小川真司）

## テレビアニメ

### 1960年版
アメリカ合衆国で1960年から1962年まで放送されたテレビアニメ。日本では『がんばれマグー』のタイトルで1963年7月4日から1964年3月26日までNETテレビ（テレビ朝日）で土曜18時15分 - 18時45分に放送。オープニングロゴでは「Magoo」の「oo」がレンズになっているのが特徴。

### 1964年版
1964年9月19日から1965年4月24日までNBCで放送されたアメリカ合衆国のテレビアニメ。日本では『名優マグー』（1960年代後半）と『近眼のマグー』のタイトルで放送されたことがあり、ディック・トレイシーが登場している。

### 1977年版
1977年9月10日から12月24日までCBSで放送されたアメリカ合衆国のテレビアニメ、全16話。日本では「新・近眼のマグー」としてローカル局で放送したことがある模様。

### CGアニメ版
フランスのテレビアニメで、アニメーション製作はXilamが担当。ポルトガルでは2018年12月17日からSIC Kで放送されており、フランスでは2019年5月4日からフランス4で放送されている。日本では未放送。

### キャスト
- マグー（声 - イアン・ハンリン）
- フィズ（声 - コリン・マードック）
- ウィーセル（声 - ショーン・マクドナルド）